# Skechers
Skechers es una empresa estadounidense dedicada a la fabricación de calzado, cuyas instalaciones principales se encuentran en Manhattan Beach, California. Fue fundada por Robert Greenberg, el mismo que creó la marca de zapatos LA Gear. Después de vender esta en 1992, Greenberg inició Skechers con su hijo como distribuidor para la marca Dr. Martens, con quien lanzó su primera línea de zapatos en 1995.
Los primeros productos de Skechers fueron botas al estilo Dr. Martens y zapatos de gamuza para patinadores. Con el tiempo, la compañía se ha diversificado para incluir miles de estilos de calzado casual que se venden en líneas separadas. Skechers también ha abarcado el mercado femenino, con la ayuda de artistas famosas como Britney Spears, Christina Aguilera, las Spice Girls, Ashlee Simpson, Carrie Underwood, Kim Kardashian, Demi Lovato y Camila Cabello.
Entre las diversas líneas de Skechers se encuentran SOHO Lab, Unltd. por Marc Ecko, Rhino Red, Red por Marc Ecko, Zoo York, 310 Motoring, Mark Nason y BEBE Sport.